# 1998 في سوريا
فيما يلي قوائم الأحداث التي وقعت خلال عام 1998 في سوريا.

## أحداث
- 30 نوفمبر – الانتخابات التشريعية في سوريا 1998

## أفلام
من الأفلام التي صدرت هذه السنة في سوريا:
- 1 يناير – نسيم الروح من إخراج عبد اللطيف عبد الحميد.

## مواليد

### مارس
- 5 مارس – يسرى مارديني سبّاحة سورية.

## وفيات

### يناير
- 1 يناير – مأمون الكزبري (مواليد 1914) سياسي سوري.

### فبراير
- 6 فبراير – ناظم القدسي (مواليد 1906) سياسي سوري.

### أبريل
- 30 أبريل – نزار قباني (مواليد 1923) شاعر سوري معاصر.

### نوفمبر
- 4 نوفمبر – هيلمر هيريرا (مواليد 1951) مهرب مخدرات كولومبي.